# Nesopsebium apicipenne
Nesopsebium apicipenne är en skalbaggsart som beskrevs av Leon Fairmaire 1894. Nesopsebium apicipenne ingår i släktet Nesopsebium och familjen långhorningar.
Artens utbredningsområde är Madagaskar. Inga underarter finns listade i Catalogue of Life.